# RCA Cosmac VIP
RCA Cosmac VIP (Cosmac VIP) је био кућни рачунар фирме RCA који је почео да се производи у Сједињеним Америчким Државама од 1977. године.
Користио је RCA CDP-1802 као микропроцесор. RAM меморија рачунара је имала капацитет од 1 kb (VP-111) или 2 Kb (VIP), прошириво до 32 kb. 

## Детаљни подаци
Детаљнији подаци о рачунару Cosmac VIP су дати у табели испод.
|                       |                                                                 |
| [ 1 ]                 |                                                                 |
| Произвођач            |                                                                 |
| Тип                   | кућни рачунар                                                   |
| Меморија              | 1 (VP-111) или 2 (VIP), прошириво до 32                         |
| Поријекло             | Сједињене Америчке Државе                                       |
| Година                | 1977                                                            |
| Тастатура             | хексадецимална мембранска тастатура, 16 тастера                 |
| Процесор              |                                                                 |
| Фреквенција процесора | 1,7609 (4,54 микросекунди по циклусу)                           |
| RAM                   | 1 (VP-111) или 2 (VIP), прошириво до 32                         |
| ROM                   | VP-111: 1                                                       |
| Текст                 | приказан помоћу графике                                         |
| Графика               | 64 x 32                                                         |
| Боја                  | црно и бијело                                                   |
| Звук                  | 1,4 тонски генератор. Излаз се може повезати на обични звучник. |
| Димензије             | 8.5 x 11 x 1 / 2,2 фунте                                        |
| Портови               |                                                                 |
| Оперативни систем     |                                                                 |